# Phyllomys mantiqueirensis
Phyllomys mantiqueirensis és una espècie de mamífer rosegador de la família de les rates espinoses. És endèmica de Minas Gerais (Brasil), on viu a altituds d'uns 1.800 m. El seu hàbitat natural són les selves pluvials mixtes de montà. L'entorn natural on viu està fragmentat.
El seu nom específic, mantiqueirensis, fou escollit en referència a la localitat tipus de l'espècie, la serralada de la Mantiqueira.